# Alexander Bublik

Alexander Stanislavovich Bublik (em russo, Александр Станиславович Бублик; Gatchina, 17 de junho de 1997) é um tenista nascido na Rússia naturalizado cazaque. Tem como melhor ranking da carreira até o momento, o posto de nº 17 em simples e nº 47 em duplas.  
Seu melhor desempenho no momento em simples foi em Roland Garros 2025, onde derrotou Jack Draper por 5/7, 6/3, 6/2 e 6/4, alcançando as quartas de finais do torneio.
No ano de 2021 foi finalista de Roland Garros nas duplas junto com o também cazaque Andrey Golubev, porém foram derrotados de virada pela dupla da casa Nicolas Mahut e Pierre-Hugues Herbert. 
Em 2022 conquistou o primeiro título de sua carreira ao derrotar na final do ATP de Montpellier o alemão Alexander Zverev. 
É conhecido no circuito pela sua maneira irreverente de se comportar em quadra bem como suas declarações polêmicas fora dela. Geralmente é comparado ao também tenista australiano Nick Kyrgios pelo estilo de jogo que ambos apresentam. Bublik também é conhecido como um jogador que arrisca muito no segundo saque e, consequentemente, é um dos jogadores que comete mais duplas faltas.

## Carreira
Alexander Bublik nasceu na cidade de Gatchina em 1997 e começou desde cedo a jogar tênis. Seu pai, Stanislav, foi seu treinador desde os primeiros passos de sua carreira até o ano de 2019. Durante sua carreira júnior seu maior ranking foi a posição de número 19 conquistando 6 títulos de Futures em simples e 5 Futures em duplas. 
Em 2016 jogou seu primeiro torneio ATP no ATP de São Petersburgo onde recebeu convite da organização do evento. Neste torneio caiu na estreia Daniil Medvedev em dois sets. Seu torneio seguinte foi ATP de Moscou onde alcançou as Quartas de Final do torneio. Nesta competição, segundo o próprio Bublik, obteve a maior vitória da sua carreira ao bater o ex-número 9 do mundo Roberto Bautista Agut na segunda rodada do torneio. Para ele esta partida foi decisiva na decisão de continuar sua carreira profissional no tênis sendo também, o maior triunfo de sua carreira . 
Alegando falta de investimentos da Federação Russa de Tênis no seu desenvolvimento, Bublik anunciou que defenderia a bandeira do Cazaquistão em Novembro de 2016 . 
No ano seguinte ganhou 2 títulos de Challenger chegando a posição de número 95, sua melhor marca até então. Em 2018, porém, ficou afastado das quadras por conta de uma lesão caindo para a 205ª posição do ranking mundial. Relatou anos mais tarde que este foi o pior momento de sua carreira. Apesar disso, no final deste ano Bublik ganhou um torneio em nível Challenger que o fez recuperar posições importantes no ranqueamento. Em 2019 sua carreira começa a despontar. Inicia o ano levantando mais 3 taças em nível Challenger retornando assim ao top 100.
Seu primeiro título em simples em um ATP somente chegaria no ano de 2022 ao derrotar na final do ATP de Montpellier o alemão Alexander Zverev por 6-4, 6-3. Antes do feito, Bublik havia disputado 4 finais sendo derrotado em todas . Em 2023 conquistou seu segundo torneio derrotando o russo Andrey Rublev na final do ATP de Halle em 3 sets com parciais de 6–3, 3–6, 6–3 .

## Vida Pessoal
É casado desde 2021 com Tatiana Bublik. Em 16 de Agosto de 2022 nasceu seu filho Vasily.

## Títulos

### Simples: 14 finais (7 títulos, 7 vices)
| Ano  | Campeonato         | Piso   | Oponente              | Placar             |
| ---- | ------------------ | ------ | --------------------- | ------------------ |
| 2019 | ATP de Newport     | Grama  | John Isner            | 6-7(2), 3-6        |
| 2019 | ATP de Chengdu     | Duro   | Pablo Carreño Busta   | 7-6, 4-6, 6-7(3-7) |
| 2021 | ATP de Antália     | Duro   | Alex de Minaur        | 0-2 (ret)          |
| 2021 | ATP de Singapura   | Dura   | Alexey Popyrin        | 6-4, 0-6, 2-6      |
| 2022 | ATP de Montpellier | Duro   | Alexander Zverev      | 6–4, 6–3           |
| 2022 | ATP de Newport     | Grama  | Maxime Cressy         | 6-2, 3-6, 6-7      |
| 2022 | ATP de Metz        | Duro   | Lorenzo Sonego        | 6–7(3–7), 2–6      |
| 2023 | ATP de Halle       | Grama  | Andrey Rublev         | 6–3, 3–6, 6–3      |
| 2023 | ATP da Antuérpia   | Duro   | Arthur Fils           | 6–4, 6–4           |
| 2024 | ATP de Montpellier | Duro   | Borna Coric           | 5–7, 6–2, 6-3      |
| 2024 | ATP de Dubai       | Duro   | Ugo Humbert           | 6-4, 6-3           |
| 2025 | ATP de Halle       | Grama  | Daniil Medvedev       | 6–3, 7-6 (7–5)     |
| 2025 | ATP de Gstaad      | Saibro | Juan Manuel Cerúndolo | 6–4, 4-6, 6-3      |
| 2025 | ATP de Kitzbühel   | Saibro | Arthur Cazaux         | 6–4, 6-3           |